# Пагенштехер, Александр
Александр Пагенгштехер (Alexander Pagenstecher; 21 апреля 1828, Валлау — 31 декабря 1879, Висбаден) — германский медик, офтальмолог, глазной хирург, медицинский писатель, основатель офтальмологической клиники в Висбадене.

## Биография
По окончании реальной школы и гимназии поступил изучать медицину сначала в Гисенский университет, после чего продолжил образование в Гейдельберге и Вюрцбурге, где в 1849 году получил степень доктора медицины. Был учеником в том числе Рудольфа Вирхова и знаменитого Грефе. В 1850 году сдал в Висбадене экзамен, позволявший заниматься врачебной практикой, после чего уехал в Париж для продолжения образования в области офтальмологии. В 1852 году поступил на работу ассистентом окулиста в государственную больницу в Висбадене, в 1853 году основал частную офтальмологическую клинику, затем совершил несколько научных поездок в Цюрих, Лондон и Берлин, где встречался с ведущими офтальмологами. В конце 1856 года основал в Висбадене глазную лечебницу, в скором времени получившую всемирную известность, и возглавлял её до конца жизни. Его лечебница была известна тем, что оказывала помощь неимущим пациентам бесплатно, существуя в значительной степени за счёт пожертвований. Умер от огнестрельного ранения, нечаянно ранив себя на охоте.
Пагенгштехер пользовался репутацией одного из лучших офтальмологов своего времени, лично выполнил более 2000 глазных операций (хрусталика, вылущение глазного яблока и так далее), считался экспертом по глаукоме и катаракте. В 1866 году первым провёл интракапсулярное удаление хрусталика, первым научно описал хирургическую коррекцию птоза верхнего века. Придумал получившую широкое распространение в XIX веке глазную мазь Gelbe Präcipitatsalbe, обладавшую антисептическим действием и использовавшуюся для лечения как век, так и поверхности глаза. Вместе с Арнольдом Пагенштехером (нем. Arnold Pagenstecher) и Теодором Земишем был редактором издания «Klin. Beobachtungen aus d. Augenheilanstalt su Wiesbaden» (Висбаден, 1861—1866).